# Kinh tế Turkmenistan
Turkmenistan là một trong những nền kinh tế phát triển nhanh nhất thế giới. Nước này có diện tích chủ yếu là hoang mạc với nông nghiệp thâm canh trong các khu vực được tưới tiêu và nguồn khí thiên nhiên và dầu mỏ khổng lồ. Về trữ lượng khí thiên nhiên, nước này được xếp hạng 4 trên thế giới. Về nông nghiệp, hai loại cây trồng lớn nhất là bông, hầu hết được sản xuất để xuất khẩu và lúa mì, được tiêu thụ nội địa. Turkmenistan là một trong 10 nhà sản xuất bông hàng đầu trên thế giới. Từ năm 1998 đến năm 2005, Turkmenistan đã trì trệ bắt nguồn từ việc thiếu lộ trình phù hợp cho việc xuất khẩu khí tự nhiên và từ các nghĩa vụ đối với việc gia tăng nợ nước ngoài ngắn hạn. Tuy nhiên, tổng xuất khẩu tăng trung bình khoảng 15% mỗi năm từ năm 2003 đến năm 2008, chủ yếu là do giá dầu và khí thiên nhiên quốc tế cao hơn. Trong thời kỳ Xô Viết, quy hoạch trung ương và kiểm soát nhà nước tràn ngập hệ thống, và chính phủ Niyazov (nắm quyền 1991–2006) nhất quán bác bỏ các chương trình cải cách thị trường. Nhà nước trợ cấp nhiều loại hàng hóa và dịch vụ khác nhau. Kể từ khi được bầu vào năm 2007, tổng thống Gurbanguly Berdimuhamedow đã thống nhất tỷ giá hối đoái kép của nước này, ra lệnh cho việc cải tạo manat, giảm trợ cấp cho xăng dầu và bắt đầu phát triển một khu du lịch đặc biệt (Awaza) trên biển Caspi. Từ năm 2009, Turkmenistan đã duy trì tỷ giá hối đoái cố định. Tính đến ngày 18 tháng 6 năm 2016, 1 đô la Mỹ tương đương với 3,5 manat Turkmenistan.

## Chính sách tài chính
Quá trình lập ngân sách và việc triển khai ngân sách của nước này tuân theo Luật "Trên hệ thống ngân sách". Luật sửa đổi cơ sở pháp lý của tổ chức quản lý và hệ thống ngân sách hoạt động, điều chỉnh mối tương quan giữa ngân sách các cấp. Chính phủ Turkmenistan thảo luận về dự thảo ngân sách nhà nước và trình báo cho Tổng thống Turkmenistan. Trước một tháng đầu năm tài chính, Tổng thống Turkmenistan đệ trình lên Hội đồng Turkmenistan (Mejlis) dự thảo ngân sách nhà nước để xem xét và thông qua. Thống kê ngân sách không đáng tin cậy bởi vì chính phủ chi một lượng lớn quỹ bổ sung ngân sách. Trong năm 2012, ước tính chi tiêu ngân sách là 26,9 tỷ USD và doanh thu là 26,4 tỷ USD, tạo ra một thâm hụt nhẹ.

## Công nghiệp
Trong giai đoạn hậu Xô Viết, ngành công nghiệp của Turkmenistan ngày càng bị chi phối bởi các ngành công nghiệp chế biến nhiên liệu và bông gây thiệt hại cho các ngành công nghiệp nhẹ. Từ năm 1991 đến năm 2004, đã có khoảng 14 nhà máy chế biến bông mới được mở ra, tăng mạnh khả năng chế biến bông sản xuất trong nước. Ngành xây dựng phụ thuộc chủ yếu vào các dự án xây dựng của chính phủ vì xây dựng nhà ở tư nhân là ưu tiên thấp.

### Khí thiên nhiên
Các mỏ khí chính của Turkmenistan được phát hiện ở các khu vực trung tâm và phía đông vào những năm 1940 và 1950 và trong thập niên 1980 nước cộng hòa này đã trở thành nước sản xuất khí thiên nhiên lớn thứ hai ở Liên Xô, sau Cộng hòa Xã hội chủ nghĩa Xô viết Liên bang Nga. Trong thời kỳ khí hậu Xô Viết, khí thiên nhiên được xuất khẩu chủ yếu sang các nước Cộng hòa Xô viết khác, khi sản lượng của Turkmenistan tăng đều đặn từ khoảng 9,2 triệu m³ vào năm 1940 lên khoảng 234 triệu m³ vào năm 1960 và khoảng 51 tỷ m³ vào năm 1975. Việc xuất khẩu này nằm dưới sự kiểm soát tập trung và hầu hết doanh thu xuất khẩu đã được đóng góp vào ngân sách trung ương của Liên Xô.
Điều này đã thay đổi vào năm 1991, khi Turkmenistan giành được độc lập và thiết lập toàn quyền kiểm soát doanh thu xuất khẩu và khí thiên nhiên. Tuy nhiên, các đường ống thời Xô viết chỉ ra rằng phần lớn lượng khí đi vào vùng Caucasus, Nga và Ukraine. Trong những năm 1990, nhiều khách hàng khí đốt của Turkmenistan ở Cộng đồng các Quốc gia Độc lập đã không thanh toán được đúng thời hạn hoặc thương lượng các thỏa thuận đổi hàng. Vào giữa những năm 1990, Turkmenistan đã ngừng cung cấp khí đốt cho một số thành viên Cộng đồng các Quốc gia Độc lập với lý do không thanh toán và các giao dịch trao đổi không có lợi. Đồng thời, chính phủ đã cố gắng thu hút đầu tư xây dựng đường ống dẫn khí đốt qua Iran tới Thổ Nhĩ Kỳ và Tây Âu qua Afghanistan tới Pakistan. Cả hai thỏa thuận đều không thông qua do môi trường an ninh khu vực không thuận lợi và chi phí cao; lạm phát và thâm hụt ngân sách tăng nhưng việc tư nhân hóa đã bị phản đối. Vào cuối những năm 1990, chính phủ đã thương lượng lại việc xuất khẩu và sắp xếp giá với Gazprom và giao lượng khí mới cho Gruzia, Ukraina và một số quốc gia khác. Nước này cũng mở đường ống đầu tiên không đi qua Nga, đường ống Korpezhe-Kurt Kui. 
Các số liệu trong bảng dưới đây được lấy từ Đánh giá thống kê của BP. Đơn vị là tỷ mét khối/năm. Nó liệt kê sản xuất, tiêu thụ, xuất khẩu khí thiên nhiên cũng như tổng số và cũng được chia thành các quốc gia. Một quan sát thấy rằng sản xuất và xuất khẩu đạt đỉnh điểm trong năm 2008 và bị suy giảm đáng kể trong năm 2009. Nguyên nhân là do một vụ nổ xảy ra ở hệ thống đường ống dẫn khí Trung Á - Trung tâm vào tháng 4 năm 2009 mà Turkmenistan đổ lỗi cho công ty Gazprom. Kể từ đó, Nga đã hạn chế nhập khẩu của nước này chỉ khoảng 10 tỷ mét khối. Sản xuất và xuất khẩu bắt đầu tăng trở lại từ năm 2010 do mở đường ống dẫn khí đốt Trung Á - Trung Quốc.
| Năm  | Sản xuất | Tiêu thụ | Xuất khẩu | Xuất khẩu sang Nga | Xuất khẩu sang Trung Quốc | Xuất khẩu sang Iran |
| ---- | -------- | -------- | --------- | ------------------ | ------------------------- | ------------------- |
| 2005 | 57       | 16,1     | 40,9      | 35,1               | 0                         | 5,8                 |
| 2008 | 66,1     | 20,5     | 45,6      | 39,1               | 0                         | 6,5                 |
| 2009 | 36,4     | 19,9     | 16,7      | 10,7               | 0                         | 5,8                 |
| 2010 | 42,4     | 22,6     | 19,7      | 9,7                | 3,5                       | 6,5                 |
| 2011 | 59,5     | 25,0     | 34,5      | 10,1               | 14,3                      | 10,2                |
| 2012 | 62,3     | 23,3     | 41,1      | 9,9                | 21,3                      | 9,0                 |
| 2013 | 62,3     | 22,3     | 40,1      | 9,9                | 24,4                      | 4,7                 |

### Dầu mỏ
Tính đến năm 2010, Turkmenistan có sản lượng dầu là 202.000 thùng / ngày. Dragon Oil sản xuất khoảng 50.000 thùng mỗi ngày. Tiêu thụ trong nước khoảng 100.000 thùng mỗi ngày. Dữ liệu sản xuất dầu trong bảng dưới đây được lấy từ Đánh giá thống kê của BP.
| Năm  | Sản xuất (nghìn thùng/ngày) | Sản xuất (triệu tấn/năm) | Tiêu thụ (triệu tấn/năm) |
| ---- | --------------------------- | ------------------------ | ------------------------ |
| 2002 | 183                         | 9                        | 3,9                      |
| 2005 | 193                         | 9,5                      | 4,3                      |
| 2008 | 208                         | 10,3                     | 5,1                      |
| 2009 | 211                         | 10,4                     | 4,6                      |
| 2010 | 217                         | 10,7                     | 4,5                      |
| 2011 | 217                         | 10,7                     | 4,7                      |
| 2012 | 222                         | 11,0                     | 4,8                      |
| 2013 | 231                         | 11,4                     | 4,8                      |

### Vật liệu xây dựng
Có ba nhà máy xi măng hoạt động ở Turkmenistan. Những nhà máy này nằm gần Ashgabat, các tỉnh Balkan và Lebap. Tổng sản lượng trong năm 2013 ước tính vượt quá 2 triệu tấn.

### Hóa chất
Turkmenistan đang xây dựng một nhà máy kali với công suất hàng năm là 2,8 triệu tấn phân kali. Phần lớn trong số đó sẽ được xuất khẩu vì nhu cầu trong nước trong nước không vượt quá 10.000 tấn. Việc xây dựng nhà máy sản xuất 640.000 tấn urê và 400.000 tấn amonia / năm sẽ được hoàn thành vào tháng 6 năm 2014. Đến năm 2016, nước này dự kiến sẽ sản xuất 1 triệu tấn urê hàng năm.
Trong năm 2017, một nhà máy kali có công suất trên 1 triệu tấn, được cho là lớn nhất Trung Á, được khai trương.

## Dịch vụ

### Ngân hàng
Hệ thống tài chính được đặt dưới sự kiểm soát toàn bộ của nhà nước. Hệ thống ngân hàng đã giảm đáng kể sau cuộc khủng hoảng tài chính năm 1998, bao gồm 12 ngân hàng quốc gia. Các tổ chức này có cùng phân chia trách nhiệm cơ bản như trong thời Xô Viết, được giám sát bởi Ngân hàng Trung ương Turkmenistan. Hoạt động cho vay và tiết kiệm hộ gia đình không phải là chức năng quan trọng của hệ thống này. Năm 2005, ước tính 95% các khoản vay đã được chuyển sang các doanh nghiệp nhà nước. Turkmengosstrakh, công ty bảo hiểm nhà nước, có độc quyền hoàn toàn của ngành bảo hiểm rất nhỏ.

## Nông nghiệp
Vào đầu những năm 2000, đóng góp của ngành nông nghiệp quốc doanh của Turkmenistan cho tổng sản phẩm quốc nội tăng dưới sự giám sát chặt chẽ của nhà nước. Trong thời kỳ Xô viết, bông là mặt hàng nông nghiệp chủ yếu bởi vì nó là một mặt hàng xuất khẩu. Tuy nhiên, trong những năm gần đây các nhà hoạch định chính sách nhà nước đã tăng phạm vi trồng trọt với mục đích làm cho Turkmenistan tự cung tự cấp lương thực. Trong thời hậu Xô viết, diện tích trồng ngũ cốc (chủ yếu là lúa mì) đã tăng gần gấp ba lần. Tuy nhiên, hầu hết đất nông nghiệp có chất lượng kém và đòi hỏi tưới tiêu. Cơ sở hạ tầng tưới tiêu của Turkmenistan và các chính sách sử dụng nước chưa đáp ứng hiệu quả nhu cầu này. Thủy lợi hiện nay phụ thuộc chủ yếu vào kênh Garagum bị hư hỏng, dẫn nước trên khắp Turkmenistan từ Amu Darya. Đập Dostluk, được mở tại Serakhs trên biên giới Iran năm 2005, đã tăng lượng nước tưới và cải thiện hiệu quả. Có kế hoạch kêu gọi xây một đập tương tự trên sông Atrek phía tây Ashgabat. Nông dân tư nhân trồng hầu hết các loại trái cây và rau quả của Turkmenistan (chủ yếu là cà chua, dưa hấu, nho và hành), nhưng tất cả các giai đoạn sản xuất của các loại cây trồng chính - ngũ cốc và bông - vẫn nằm dưới sự kiểm soát của nhà nước. Trong năm 2006, lúa bị mất mùa đã dẫn đến việc gia tăng đều đặn các dòng bánh mì và phục hồi của một hệ thống suất ăn ở hầu hết các vùng. Nguyên nhân của những thất bại đó là một nền văn hóa làm sai lệch các số liệu đầu ra cùng với sự quản lý kém của ngành.

## Thương mại

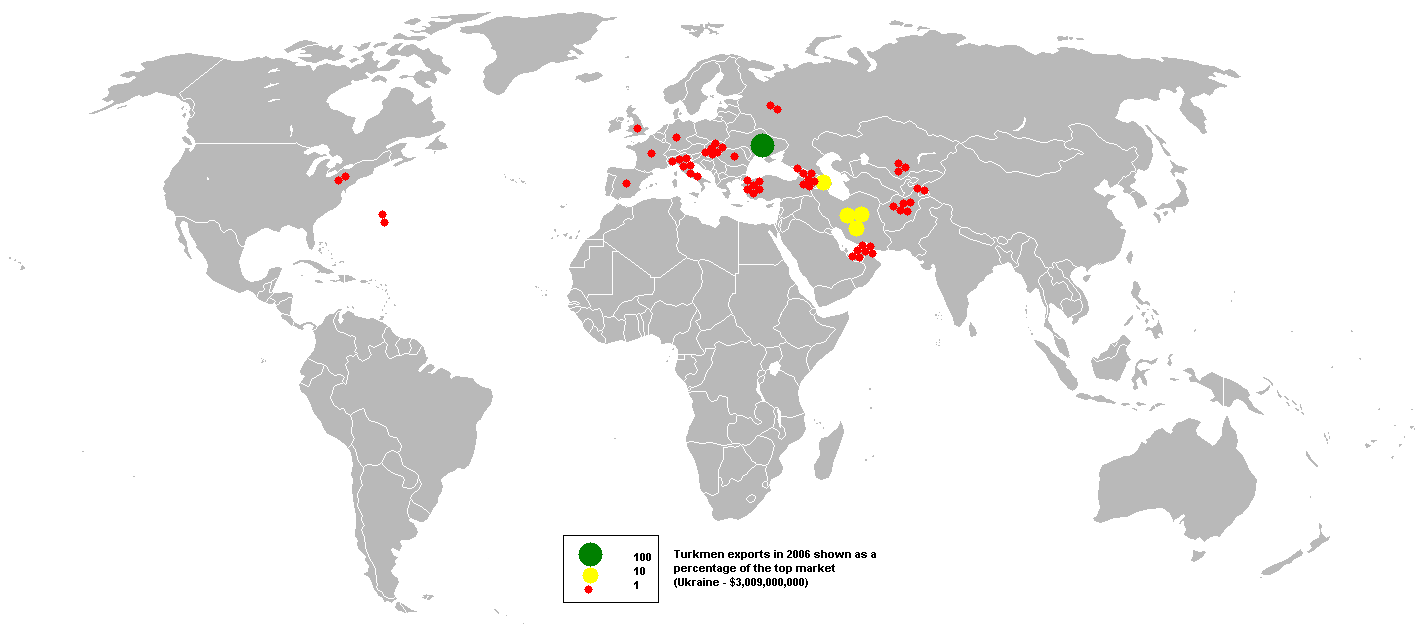
Xuất khẩu của Turkmen năm 2006

Trong năm 2016, Turkmenistan xuất khẩu 6,987 tỷ USD hàng hóa khiến nước này trở thành nền kinh tế xuất khẩu lớn thứ 100 trên thế giới. Xuất khẩu hàng đầu là khí thiên nhiên, dầu thô, hóa dầu, dệt may và sợi bông. Hầu hết các điểm đến xuất khẩu là ở Trung Quốc 70%, Thổ Nhĩ Kỳ 5,3%, Ý 5,3%, Afghanistan 4,5%, Nga 4,1%.
Cũng trong năm đó, Turkmenistan đã nhập khẩu 5,001 tỷ USD hàng hóa khiến nước này trở thành nhà nhập khẩu lớn thứ 121 trên thế giới. Giá trị nhập khẩu ít hơn 1,986 tỷ đô la so với xuất khẩu có nghĩa là nước này có cán cân thương mại tích cực là 1,986 tỷ đô la. Nhập khẩu hàng đầu của nước này là máy móc và thiết bị, hóa chất, thực phẩm. Nguồn nhập khẩu hàng đầu là Thổ Nhĩ Kỳ 26,4%, Nga 10,5%,Nhật Bản 8,6%, Đức 8,2%, Hàn Quốc 7,8%, Trung Quốc 7,2%, Ý 5,2%.

## Lao động
Số liệu thống kê gần đây không có sẵn trên lực lượng lao động của Turkmenistan. Năm 2004, lực lượng lao động được ước tính bao gồm hơn 2,3 triệu lao động, 48,2% trong số đó làm việc trong nông nghiệp, 37,8% về dịch vụ và 14% trong ngành công nghiệp và xây dựng. Bởi vì nhà nước độc quyền nền kinh tế, ước tính 90% lao động đang có làm nhân viên nhà nước. Thống kê thất nghiệp không có sẵn vì thất nghiệp không tồn tại chính thức. Người ta tin rằng làm giảm lực lượng lao động của chính phủ, bắt đầu vào năm 2003, gia tăng tỷ lệ thất nghiệp trong những năm tiếp theo. Tuy nhiên, ước tính tỷ lệ thất nghiệp là 11% theo ước tính năm 2014.
Mức lương trung bình hàng tháng tại Turkmenistan năm 2007 là 507 manat (178 USD) và chỉ số tương tự trong năm 2012 là 943 manat (331 USD). Điều này tương đương với mức tăng 86%. Sự gia tăng đáng kể này chủ yếu là do sự gia tăng hàng năm của 10% tiền lương nhà tuyển dụng nhà nước của Chính phủ Turkmenistan.

## Tư nhân hóa
Đến năm 1999, tư nhân hóa trong thương mại, ăn uống, dịch vụ tiêu dùng đã được hoàn thành đầy đủ. Có sẵn cơ sở pháp lý đầy đủ, việc mở các hạn mức tín dụng, bao gồm cả các ngân hàng nước ngoài, đơn giản hóa quy trình mở và cấp phép của các doanh nghiệp tư nhân, dẫn đến việc mở rộng lĩnh vực kinh doanh. Khu vực tư nhân chiếm ưu thế trong nông nghiệp (60%), thương mại (70%) và vận tải (56%). Turkmenistan có kế hoạch tư nhân hóa một số công ty nhà nước trong giai đoạn 2013-2016.

## Thống kê khác
Thu nhập hoặc tiêu thụ hộ gia đình theo tỷ lệ phần trăm:
- thấp nhất 10%: 2,6%
- cao nhất 10%: 31,7% (1998)

Tốc độ tăng trưởng sản xuất công nghiệp: ước tính chính thức của chính phủ: 22% (ước tính năm 2003)
Điện lực: 
- sản xuất: 15.02 TWh (2009)
- tiêu thụ: 11,22 TWh (2009)
- xuất khẩu: 1,56 TWh (2009)
- nhập khẩu: 0 kWh (2002)

Điện - theo nguồn sản xuất:
- nhiên liệu hóa thạch: 99,9%
- thủy điện: 0,1%
- hạt nhân: 0%
- khác: 0% (2001)